# SOR TNS 18
SOR TNS 18 je kloubový nízkopodlažní trolejbus vyráběný českou společností SOR Libchavy ve spolupráci s firmou Cegelec, od níž pochází elektrická výzbroj.
Karoserii trolejbusů TNS 18 také využívá Škoda Electric pro výrobu trolejbusů Škoda 33Tr.

## Konstrukce
Jedná se o třínápravový dvoučlánkový parciální trolejbus délky 18,75 m, který využívá karoserii autobusu SOR NS 18 a elektrickou výzbroj od Cegelecu. Je nízkopodlažní s nástupní výškou 330 mm a čtyřmi dveřmi. Disponuje trakčními bateriemi o kapacitě 106 kWh a deklarovaným dojezdem 12 km. Trolejbus je dále vybaven celovozovou klimatizací, kneelingem a výklopnou plošinou pro vozíčkáře. Napájecí napětí je 750 V ss.

## Historie
V dubnu 2021 vypsal Dopravní podnik hl. m. Prahy výběrové řízení na dodávku 15 kloubových parciálních trolejbusů pro provoz na lince 58 z Palmovky do Miškovic. Vítězem se v lednu 2022 stal SOR Libchavy s modelem TNS 18, který v soutěži zvítězil nad českou Škodou Electric a švýcarskou společností Carrosserie HESS. Trolejbusy měly být do Prahy dodány do 14 měsíců od podpisu smlouvy. Počátkem roku 2023 došlo ke zpoždění dodávky ze strany výrobce elektrické výzbroje, který z důvodu nedostatku komponentů na trhu musel přepracovat statický měnič. Tímto problémem došlo také ke zpoždění dodávek vozů TNS 12 pro Jihlavu a Zlín, které disponují stejnou elektrickou výzbrojí. V květnu 2023 dorazil první trolejbus TNS 18 do nově pronajatého areálu společnosti Cegelec v Praze k montáži elektrické výzbroje. V červenci toho roku pak byl přesunut do garáží Klíčov k oživení a první zkušební jízdu v ulicích Prahy tento vůz evidenčního čísla 112 vykonal 30. srpna 2023. Zkušební jízdy s cestujícími byly zahájeny 26. října 2023 opět s vozem č. 112, ke kterému se měly připojit vozy č. 107 a 110. Pravidelný provoz linky 58 z Palmovky do Miškovic, zajišťovaný vozy TNS 18, byl zahájen 1. února 2024; zpočátku však kvůli závadám na dodaných trolejbusech musely na lince vypomáhat záložní autobusy.

## Dodávky
| Současný stát | Město | Článek | Roky dodávek | Počet vozů | Evidenční čísla při dodání | Poznámky | Zdroj  |
| ------------- | ----- | ------ | ------------ | ---------- | -------------------------- | -------- | ------ |
| Česko         | Praha | článek | 2023–2024    | 15         | 101–115                    |          | [ 14 ] |